# Кастильо, Эдсон
Эдсон Кастильо (исп. Darwin Daniel Machís Marcano; род. 18 мая 1994, Пуэрто-Ордас, Боливар) — венесуэльский футболист, полузащитник клуба «Кайзер Чифс» и сборной Венесуэлы.

## Клубная карьера
Кастильо начал профессиональную карьеру в клубе «Минерос Гуаяна» из своего родного города. 17 октября 2010 года в матче против «Арагуа» он дебютировал в венесуэльской Примере. В 2012 году Эсон помог клубу выиграть Кубок Венесуэлы. 2 февраля 2014 года в поединке против «Эстудиантес де Мерида» Кастильо забил свой первый гол за «Минерос Гуаяна».
Летом 2016 года Эдсон перешёл в бакинский «Нефтчи». 6 августа в матче против «АЗАЛа» он дебютировал в чемпионат Азербайджана.

## Международная карьера
В 2011 году в составе сборной до 17 лет Кастильо принял участие в юношеском чемпионате Южной Америки в Эквадоре. На турнире он сыграл в матчах против команд Бразилии, Колумбии и Парагвая. В поединке против парагвайцев Эдсон забил гол.
В 2013 году в составе молодёжной сборной Венесуэлы Кастильо принял участие в молодёжном чемпионате Южной Америки в Аргентине. На турнире он сыграл в матче против команды Бразилии.

## Достижения
«Минерос Гуаяна»
- Обладатель Кубка Венесуэлы: 2011